# 안슐루스

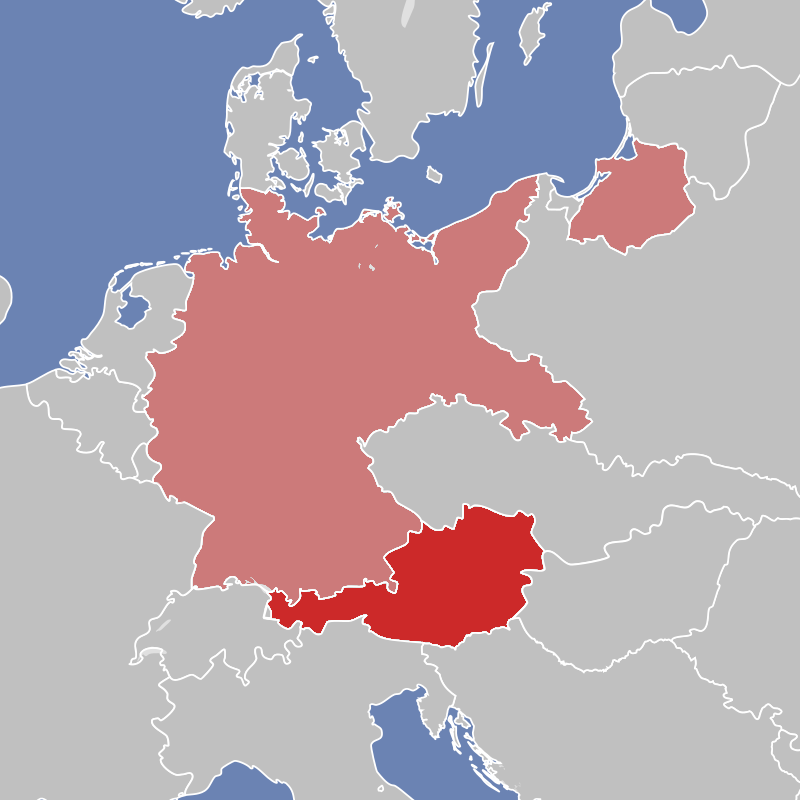
오스트리아(진한 빨간색)와 나치 독일(연한 빨간색)의 영역 (1938년 3월 12일)

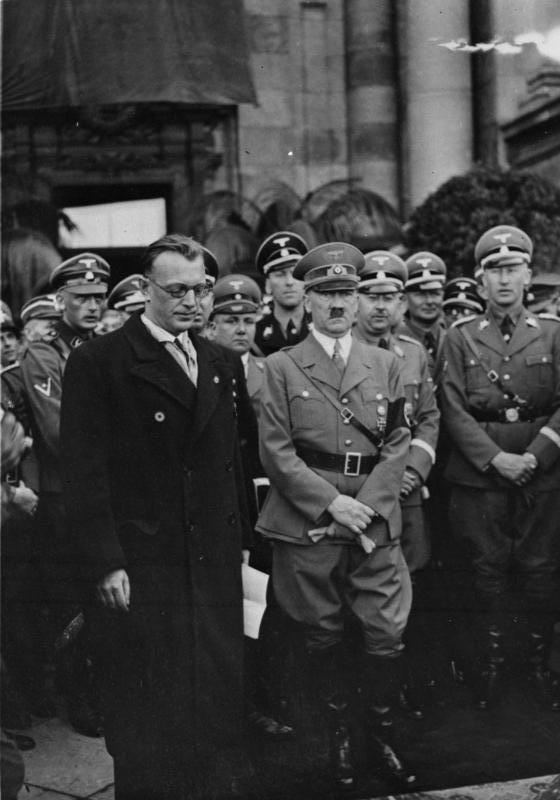
1938년 3월 빈에서 모인 아르투어 자이스잉크바르트와 아돌프 히틀러, 하인리히 힘러, 라인하르트 하이드리히

오스트리아 병합(독일어: Anschluss Österreichs 안슐루스 외스터라이히스[*])은 1938년 나치 독일이 오스트리아 연방국을 병합한 사건이다. 독일어로는 안슐루스(독일어: Anschluss, 옛 철자법으로는 Anschluß, "병합"이라는 뜻)라고 한다.

## 배경

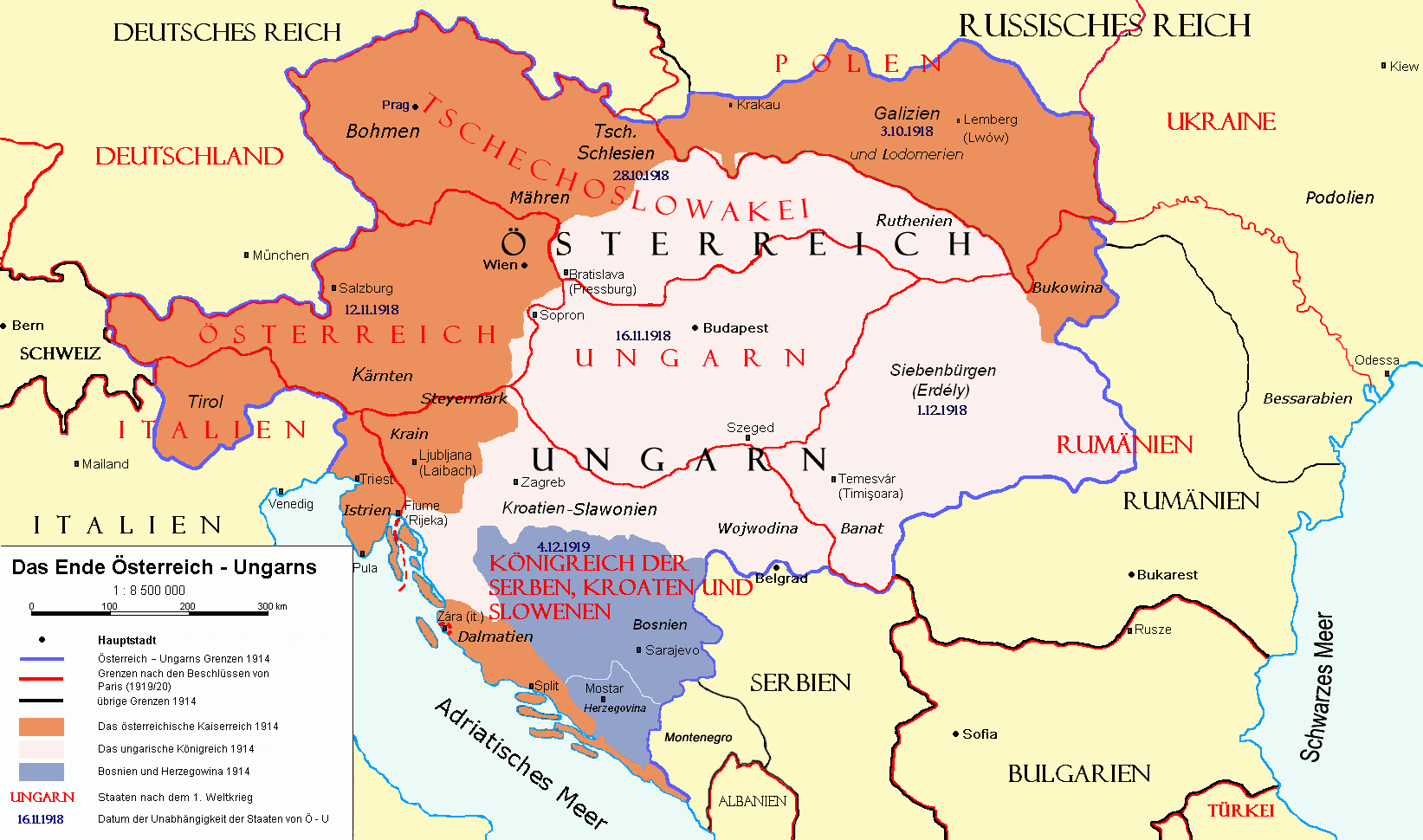
오스트리아-헝가리 제국의 해체
오스트리아 제국 (1914년)
헝가리 왕국 (1914년)
보스니아 헤르체고비나 (1914년)

1806년 신성 로마 제국이 멸망하면서 많은 독일인들은 게르만족에 의한 통일 독일의 부활을 원했다. 그렇지만 독일인들은 내부적인 큰 문제에 직면했다. 게르만족이 지배하던 국가로는 옛 신성 로마 제국의 왕가인 합스부르크가가 지배하는 오스트리아, 호엔촐레른가가 지배하는 신흥 국가인 프로이센이 있었는데 이들 모두 자신들의 주도로 독일의 통일을 이루려고 했다. 또한 오스트리아에는 헝가리인과 슬라브족 등 여러 소수 민족들이 거주했기 때문에 진정한 의미에서의 국민 국가가 되기는 어렵다는 의견도 있었다. 이 때문에 다민족 국가인 오스트리아를 배제하고 완전한 독일이 아니더라도 통일된 국가를 만들어야 한다는 소독일주의, 오스트리아를 포함한 모든 독일의 통일을 지향하는 대독일주의가 대립했다. 그렇지만 군사 대국으로 성장한 프로이센이 주도권을 장악하면서 소독일주의에 의한 독일 통일 방안이 우위를 점했다. 1866년 프로이센-오스트리아 전쟁에서 오스트리아를 통일 국가의 틀에서 배제한 프로이센은 1871년 오스트리아를 제외한 모든 독일 지역을 통일한 독일 제국이라는 국가를 수립했다.
1918년 제1차 세계 대전에서 패배한 독일 제국, 오스트리아-헝가리 제국이 붕괴되면서 옛 오스트리아-헝가리 제국의 영토에 거주하던 여러 민족들이 민족자결주의에 입각하여 국민 국가를 건설하면서 독일계 민족 국가의 주도권 다툼, 비독일계 민족의 취급에 대한 문제점이 해소되었고 대독일주의에 따른 독일 통일에 대한 희망을 주었다. 1918년 11월에는 독일계 오스트리아 공화국 의회가 만장일치로 독일계 오스트리아 공화국이 독일의 일부라는 결의를 채택했다. 또한 1919년 7월 31일에 제정된 바이마르 공화국 헌법에서도 독일이 오스트리아를 병합할 의사를 시사하는 조문이 있었다. 그러나 프랑스, 이탈리아 등 제1차 세계 대전의 승전국들은 약화시켜야 하는 패전국인 독일이 영토를 확장하는 것은 이상하다고 주장했다. 결국 독일의 오스트리아 병합은 인정되지 않았고 1919년 9월 10일에 체결된 생제르맹 조약에 따라 독일의 오스트리아 병합을 금지하는 규정이 명문화되었다.
1922년 10월 4일에는 제1차 세계 대전의 연합국이 국제 연맹으로부터 오스트리아의 독립을 유지하기 위한 조치를 받았다. 오스트리아는 영국, 프랑스, 이탈리아, 체코슬로바키아와 함께 체결한 제네바 의정서에 따라 6억 5,000만 크로네의 국제 차관을 받았다. 또한 독일과 오스트리아는 향후 20년 동안 서로를 합병하지 않는 대신 국제 연맹의 재정 관리 의무를 부과하는 조건을 받아들였다. 국제 조약에서는 독일의 오스트리아 병합이 금지되었지만 실제 정책에서는 독일과 오스트리아 간에 법률, 세금, 교통, 통신 등의 공통화 정책이 진행되었다. 또한 독일과 오스트리아 양국에서도 오스트리아 병합을 요구하는 움직임이 남아 있었다. 1925년에 설립된 오스트리아-독일 민족 동맹(Österreichisch-Deutsche Volksbund), 오스트리아-독일 생활 공동체(Österreichisch-deutsche Arbeitsgemeinschaft) 등의 단체는 독일과 오스트리아 양국에 걸쳐 오스트리아 병합 운동을 주도했다.

## 경과
독일에서 많은 국민의 지지를 받아 의석 및 세력의 확대를 계속하고 있었던 국가사회주의 독일 노동자당(독일 나치당)의 활동은 오스트리아에도 전해졌다. 1932년에 실시된 지방 선거에서 국가사회주의 오스트리아 노동자당(오스트리아 나치당)은 기존의 정당들과 맞먹는 지지율을 기록했다. 또한 오스트리아에서 일어난 보국단의 쿠데타 계획이 실패하면서 오스트리아 나치당은 보수주의, 반공주의 성향을 가진 인사들의 높은 지지를 받았다.
1933년 독일에서 아돌프 히틀러가 수상으로 취임하면서 오스트리아 나치당원들은 폭력에 의한 정권 탈취, 독일 병합을 주장했다. 1934년 2월에 일어난 오스트리아 내전을 계기로 엥겔베르트 돌푸스는 오스트리아 사회민주당, 오스트리아 나치당의 활동을 금지시켰다. 또한 로마 가톨릭교회의 권위에 따른 권위주의 체제를 수립했다. 오스트리아 기독사회당, 조국전선의 지지를 받고 있던 엥겔베르트 돌푸스는 독일과 우호적인 관계를 갖고 있으면서도 독일의 오스트리아 병합을 반대했던 이탈리아의 베니토 무솔리니의 지원을 받았다.
1934년 7월 25일 오스트리아 나치당 세력들이 수상 관저를 습격하고 돌푸스 총리를 살해하는 한편 친(親)나치 세력을 중심으로 한 쿠데타를 일으켰다. 이 쿠데타는 빌헬름 미클라스 대통령으로부터 전권을 위임받은 쿠르트 슈슈니크에 의해 진압되었다. 오스트리아 내에서는 오스트리아 나치당에 대한 반감이 커지면서 오스트리아 내에서 존재했던 독일과의 합병론은 힘을 잃었다. 이 소식을 접한 이탈리아는 오스트리아 국경 지대에 4개 사단을 집결시키면서 독일의 개입을 저지했고 무솔리니 또한 히틀러를 비판했다. 히틀러는 프란츠 폰 파펜을 오스트리아 대사로 임명하면서 사태 수습에 나섰지만 국제 정세는 독일에 유리하게 작용했다. 1935년 영국은 독일과의 해군 협정을 체결하면서 히틀러와의 "유화 정책"을 외교 정책의 기본 노선으로 삼았다. 이탈리아 또한 에티오피아 침공에 따른 국제 사회의 고립에서 벗어나기 위해 독일과의 협력을 추구하는 베를린-로마 추축 노선을 구축하면서 오스트리아 문제에서 선을 그었다. 이를 절호의 기회라고 판단한 히틀러는 슈슈니크에 대한 공세에 나섰다. 1936년 7월 11일에 독일-오스트리아 협정이 체결된 이후에 독일은 오스트리아의 독립을 인정했지만 오스트리아 나치당의 사면과 정치 참여를 용납했다. 슈슈니크는 보국단이 협정 체결을 반대하자 1936년 11월 보국단을 해산시켰다.
1938년 2월 12일에 슈슈니크와의 모임을 가진 히틀러는 오스트리아를 독일의 보호하에 두기 위해 슈슈니크에게 몇 가지 요구를 했다. 슈슈니크는 히틀러의 요구를 받아들이지 않았지만 1938년 2월 18일에 오스트리아 나치당으로 전향한 아르투어 자이스잉크바르트를 오스트리아 내무부 장관으로 임명했다. 그렇지만 오스트리아 내에서는 오스트리아 나치당이 공공연히 정부 타도, 독일 병합을 요구하는 움직임을 개시하고 있었다.
1938년 3월 12일 독일 국방군은 오스트리아로 진군하였다. 한편 쿠르트 슈슈니크 오스트리아 총리는 오스트리아의 독립을 유지하기 위한 최후의 수단으로 오스트리아의 독립 유지 여부를 묻기 위한 국민투표를 3월 13일에 실시하기로 계획했으며 국민투표에서 대다수를 확보하기 위해 나치 관념론을 크게 동정한 청년 투표자를 제외시켜 투표 연령을 높였다. 아돌프 히틀러는 국민투표가 중요한 시기에 지배를 받을 것이며 나치 독일이 그것을 받아들이지 않을 것이라고 선언했다. 한편 독일 내각은 "오스트리아에서 폭동이 발생했으며 오스트리아 국민 대다수가 독일 군대의 오스트리아 진주를 요구하였다."는 내용이 담긴 신문을 발행했다. 절망에 빠진 슈슈니크는 그날 저녁 총리직을 사퇴했으며 빌헬름 미클라스 오스트리아 대통령은 새로운 총리를 임명하는 것도 거절하였다. 그러나 독일은 불과 하루 만에 내각을 포함한 빈의 대다수 의석을 차지했다. 1938년 4월 10일에 실시된 국민투표를 통해 오스트리아는 오스트마르크라는 독일의 일개 지방이 되었다. 독일은 아르투어 자이스잉크바르트를 오스트마르크 국가관리인으로 임명했다.
오스트리아의 민주주의 체제는 1945년 나치 독일이 제2차 세계 대전에서 패배한 이후에 제2차 세계 대전의 연합국인 미국, 영국, 프랑스, 소련이 오스트리아를 점령할 때까지 복원되지 않았다. 1955년에 체결된 오스트리아 국가 조약에 따라 오스트리아는 독립 국가 지위를 회복했고 독일의 오스트리아 병합은 영구히 금지되었다.

## 사진

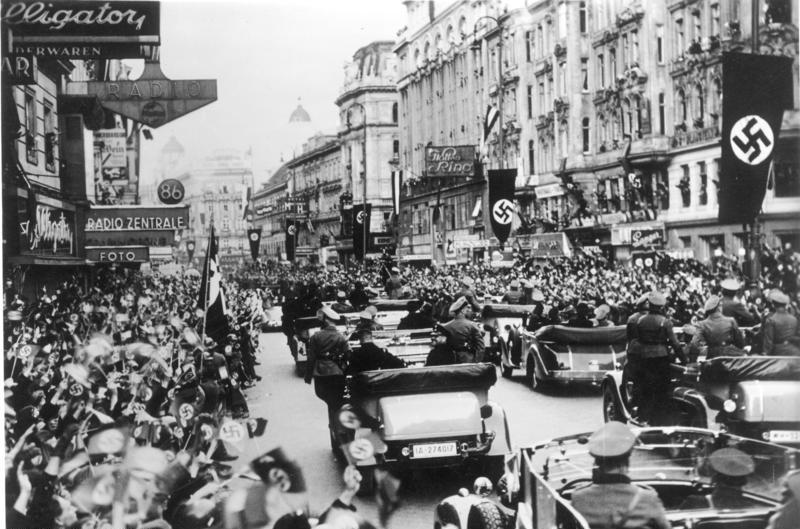
빈으로 진군하는 독일 국방군을 환영하는 군중들
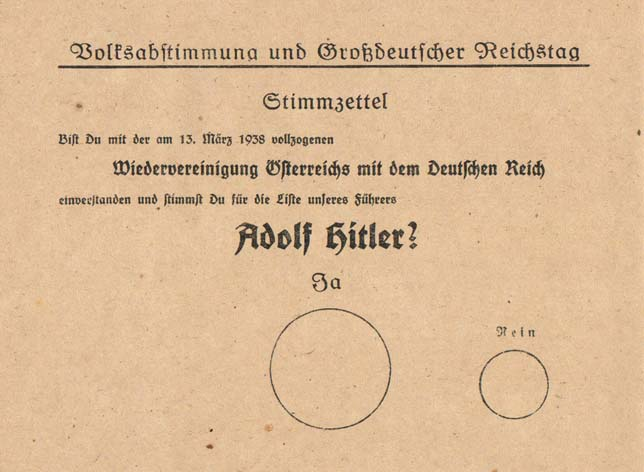
1938년 4월 10일에 실시된 국민투표에서 사용된 투표 용지. 투표 용지에는 "귀하는 1938년 3월 13일에 결정된 독일국과 오스트리아의 재통일에 찬성하며 우리 당의 지도자인 아돌프 히틀러가 이끄는 정당(독일 나치당)에 투표하겠습니까?"라는 질문이 쓰여져 있다. 큰 동그라미는 찬성을, 작은 동그라미는 반대를 뜻한다.
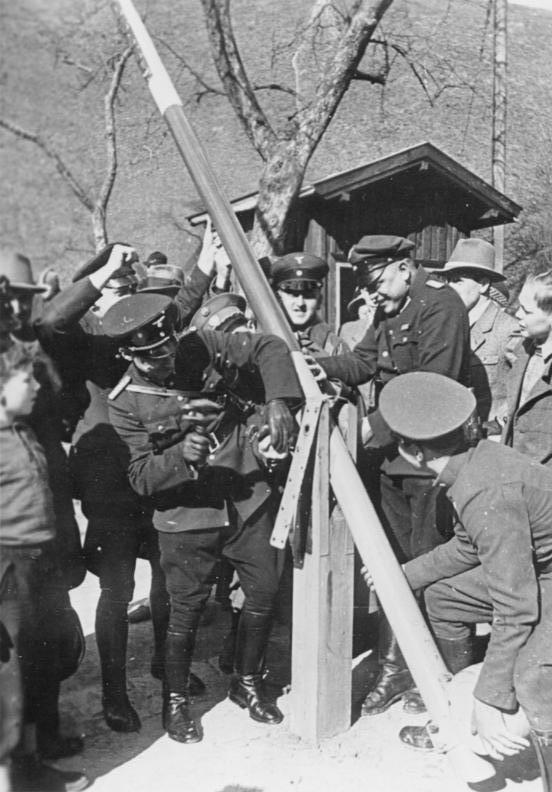
독일-오스트리아 국경 검문소를 철거하고 있는 양국 경찰관들
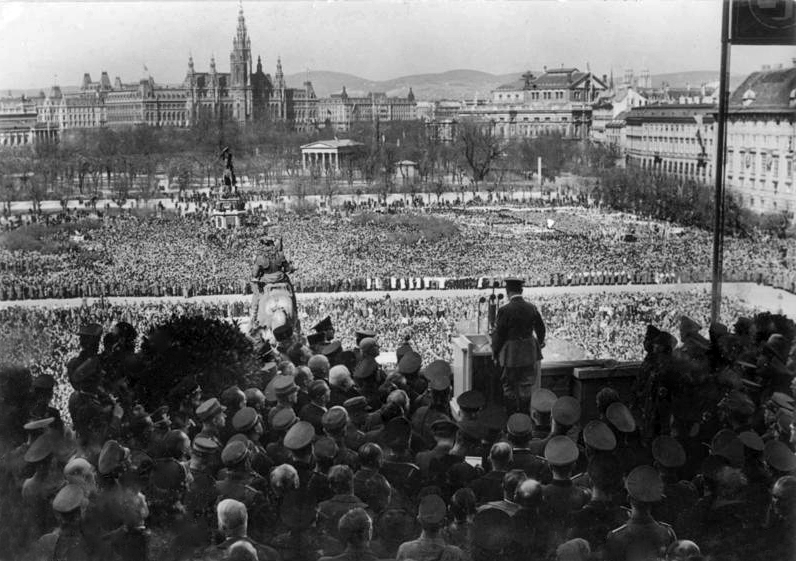
헬덴 광장에서 오스트리아 병합을 선언하는 아돌프 히틀러

## 같이 보기
- 대독일주의

## 참고 문헌
- Barnett, William P., and Michael Woywode. "From Red Vienna to the Anschluss: Ideological Competition among Viennese Newspapers during the Rise of National Socialism," American Journal of Sociology (2004) 109#6 pp. 1452–1499 in JSTOR
- Bukey, Evan Burr. Hitler's Austria: Popular Sentiment in the Nazi Era, 1938–1945 (2001) excerpt and text search
- Bukey, Evan Burr. Hitler's Hometown: Linz, Austria, 1908–1945 (Indiana University Press, 1986) ISBN 0-253-32833-0.
- Faber, David. Munich, 1938: Appeasement and World War II (2010) pp 139–68
- Gehl, Jürgen. Austria, Germany, and the Anschluss, 1931–1938 (1963), the standard scholarly monography
- Hildebrand, Klaus. The Foreign Policy of the Third Reich. Berkeley and Los Angeles: University of California Press, 1973.
- Low, Alfred D. "The Anschluss Movement (1918–1938) in Recent Historical Writing: German Nationalism and Austrian Patriotism," Canadian Review of Studies in Nationalism (1976) 3#2 pp 212–225, historiography
- Parkinson, F., ed. Conquering the Past: Austrian Nazism Yesterday and Today (Wayne State University Press, 1989). ISBN 0-8143-2054-6.
- Pauley, Bruce F. Hitler and the Forgotten Nazis: A History of Austrian National Socialism (University of North Carolina Press, 1981) ISBN 0-8078-1456-3.
- Rathkolb, Oliver. "The 'Anschluss' in the Rear-View Mirror, 1938–2008: Historical Memories Between Debate and Transformation," Contemporary Austrian Studies (2009), Vol. 17, p5-28, historiography
- Ozment, Steven. A Mighty Fortress: A New History of the German People. New York: Harper Perennial, 2005.
- Speer, Albert. Inside the Third Reich. New York: Simon & Schuster, 1997.
- Steininger, Wolf. Austria, Germany, and the Cold War: from the Anschluss to the State Treaty 1938–1955 (New York: Berghahn Books, 2008)
- Wright, Herbert. "The Legality of the Annexation of Austria by Germany," American Journal of International Law (1944) 38#4 pp. 621–635 in JSTOR; it violated several treaties

### 1차 자료
- Gedye, George Eric Rowe. Betrayal in Central Europe. Austria and Czechoslovakia, the Fallen Bastions. New and revised edition. Harper & Brothers, New York 1939. Paperback reissue, Faber & Faber, 2009. ISBN 978-0571251896.
- Schuschnigg, Kurt. The brutal takeover: The Austrian ex-Chancellor's account of the Anschluss of Austria by Hitler (London: Weidenfeld and Nicolson, 1971) ISBN 0-297-00321-6.

### 독일어 문헌
- (독일어) Scheuch, Manfred (2005). Der Weg zum Heldenplatz: eine Geschichte der österreichischen Diktatur. 1933–1938. ISBN 3-8258-7712-4.
- (독일어) Stuckel, Eva-Maria (2001). Österreich, Monarchie, Operette, und Anschluss: Antisemtismus, Faschismus, und Nationalsozialismus im Fadenkreuz von Ingeborg Bachman und Elias Canetti. Kulturfoerderverein Ruhrg. ISBN 3-931300-09-9.
- Österreichs Weg zum Anschluss im März 1938 보관됨 2011-05-14 - 웨이백 머신," Wiener Zeitung, 25 May 1998 (detailed article the on the events of the Anschluss, in German).
- Die propagandistische Vorbereitung der Volksabstimmung," Austrian Resistance Archive, Vienna, 1988 (accessed 10 June 2005).